# كايانه هوفهانيسيان
كايانه هوفهانيسيان ((بالأرمنية: Գայանե Հովհաննիսյան)‏ ، يريفان، 6 مارس 1965) هي عالمة لغويات أرمنية، حاصلة على دكتوراه في علوم اللغة / اللغويات (2000)، وبروفيسور (2005). 

## سيرة شخصية
ولدت كايانه هوفهانيسيان في عام 1965 في يريفان. في عام 1987 تخرجت من معهد يريفان للغات الروسية والأجنبية مع مرتبة الشرف، وحصلت على الدكتوراه. ماجستير في اللغويات العامة والتطبيقية في الأكاديمية الوطنية الروسية للعلوم، معهد اللغويات، 1993، موسكو. في عام 2000 حصلت على الدكتوراه في اللغويات في YSU & NAS ، أرمينيا. 
درست كايانه اللغة الإنجليزية في موسكو بين عامي 1993 و 1996، ثم تقلدت منصب السكرتيرة العلمية في معهد ليو تولستوي للغات والثقافات، موسكو، الاتحاد الروسي 1995-1996. قامت بتدريس اللغة الإنجليزية واللغويات النفسية في كلية اللغات الجرمانية والرومانسية بجامعة ولاية يريفان مابين عام 1996 إلى عام 2001، ثم شغلت مناصب في إدارة التعليم العالي بين عامي 1998 و 2012. أصبحت جيان رئيسة قسم اللغات الأجنبية، معهد موسكو الجديد للقانون، الفرع الأرمني 1998-2000 ثم رئيس مؤسس لقسم اللغة الإنجليزية ومنهجية التدريس في جامعة الدولة الأرمينية التربوية وجامعة يريفان للغوية 2000-2007. شغلت منصب رئيس كرسي التواصل باللغة الإنجليزية بجامعة يريفان الحكومية اللغوية 2008-2012 . أصبحت عضو دائم في لجنة مراجعة أطروحة الدرجات العلمية لجامعة YSU-NAS ودرجة منح الشهادات في اللغويات منذ عام 2000، وكذلك في فترات مختلفة - في علم النفس والتعليم. قامت بتأليف أكثر من عشرة أدلة وكتيبات، وهي دراسة، حول 70 مقالة وفصل تمت مراجعتها من قبل النظراء في اللغويات التطبيقية والمعرفية، والاتصالات والتعليم. بين عامي 2000 و 2013، مارس جيان هوفهانيسيان الخبرة اللغوية في الطب الشرعي. الاهتمامات الحالية - الشخصية اللغوية: الجوانب العملية، الثقافية، التواصلية، التعليمية والنفسية.

## النشاط العام والعضوية المهنية
- تحالف السلام الإقليمي للأمم المتحدة. عضو فخري.
- SOAR مسقط الفصل الرئيس.
- رابطة خريجي أرمينيا الأمريكية.
- رابطة مدرسي اللغة الإنجليزية في أرمينيا.
- جمعية TESOL الدولية.
- تيسول العربية.
- لجنة خبراء وزارة التربية والتعليم الخاصة لتقييم التعليم الثنائي اللغة.
- عضو الفريق الأرمني: بناء السلام والمصالحة الإقليميان التابعان لمكتب الأمم المتحدة. تبليسي، جورجيا.
- مدرب الصندوق في الدراسات الجنسانية وبناء السلام للمنظمات الشعبية.
- رئيس لجنة المرأة. جمعية قناقر زيتون، يريفان،
- برنامج زمالة الحكومة الأمريكية للخدمة العامة: تدريب أعضاء هيئة التدريس على التواصل الفعال.
- كلية خدمة المجتمع. منسق البحوث والاستشارات، عضو لجنة أخلاقيات البحث.[3] [4]

## المشاريع والجوائز
- مقدم مشروع بحث تعليم اللغة. مؤتمر TESOL ARABIA الثاني والعشرون، الإمارات العربية المتحدة.
- باحث زائر. جامعة ولاية أبالاشيان، نورث كارولاينا، الولايات المتحدة الأمريكية.
- برنامج التطوير المهني لمعلمي المدارس الثانوية ودليل التدريب. MoES و RA و ABU Consulting، NL
- جودة وملاءمة التعليم ". تطوير المناهج وطرق تدريس اللغة التفاعلية واختبار اللغة وتقييمها، وزارة التربية والتعليم، جمهورية أرمينيا.
- دورة «التواصل الفعال» لطلاب الدراسات العليا وطلاب الدراسات العليا وأعضاء هيئة التدريس الجدد. منحة IREX PSFP ، جامعة Brusov اللغوية.
- برنامج ECML "ConBaT +". غراتس، النمسا.
- طرق نمذجة الكفاءة التواصلية بين الثقافات للغات كومنولث الدول المستقلة. موسكو، روسيا.
- مشروع تطوير المناهج متعددة المكونات وتعليم المعلمين. الولايات المتحدة ECA ، IREX.
- CCHS RCEAL ، اكتساب اللغة الثانية، جامعة كامبريدج، المملكة المتحدة. .
- مشروع تطوير المناهج وتدريب المعلمين في أرمينيا. جامعة جورج ماسون، فرجينيا، الولايات المتحدة الأمريكية.

## منشورات مختارة
كتاب
- هوفهانيسيان، غيان، المفهوم النفسي اللغوي للوقت. عام 2001. يريفان.

الكتيبات والأدلة
- هوفهانيسيان، غيان، مقدمة في علم اللغة النفسي. عام 2001. يريفان، 101 صفحة.
- هوفهانيسيان، غيان، دافيان م. زهرابيان أ. أوغانوفا آي. 2003. منهجية التدريس البنائي. IREX-ECA ، يريفان، 335 صفحة.
- هوفهانيسيان، غيان، أرنوديان أ. زهرابيان أ. أوغانوفا آي، 2004. أسس وأساليب التعليم البنائي. IREX-ECA ، الطبعة المنقحة الثانية، يريفان، 257 صفحة.
- هوفهانيسيان، غيان، دافيان م. زهرابيان أ. أوغانوفا آي. 2004. المنهج المتكامل لتطوير المناهج. IREX-ECA ، الطبعة المنقحة الثانية، يريفان، 360 صفحة.
- هوفهانيسيان، غيان، أراكيليان م. أستفاداتريان م. يرينزكاني، 2008. الإنجليزية. دليل ودليل لتدريب معلمي اللغة الإنجليزية أثناء الخدمة في إطار مشروع البنك الدولي ووزارة التعليم والعلوم. 113 صفحة.
- هوفهانيسيان، غيان، أراكيلين م. 2009. تقييم اللغة والاختبار. دليل لتدريب معلمي اللغة الإنجليزية أثناء الخدمة. 111 صفحة.
- هوفهانيسيان، غيان، خاراتيان تي، 2009. دليل الإنجليزية الأرمنية لتعبيرات مهذبة. يريفان، 116 صفحة.
- هوفهانيسيان، غيان، علم اللغة النفسي. 2011. دليل لمدرسة الدراسات العليا في اللغويات، وزارة التربية والتعليم، يريفان، 179 صفحة.
- هوفهانيسيان، غيان، 2011. الإنجليزية. دليل ودليل لتدريب معلمي اللغة الإنجليزية أثناء الخدمة، وزارة التربية والتعليم، يريفان.
- هوفهانيسيان، غيان، فهانيان أ. تونويان أ. غوكاسيان أ. 2012. علم النفس باللغة الإنجليزية. كتاب CLIL. المستوى B2 ، يريفان، Europrint ، 112 صفحة.
- هوفهانيسيان، غيان، فهانيان أ. تونويان أ. غوكاسيان أ. 2012. علم النفس باللغة الإنجليزية. كتاب CLIL. المستوى B2 + ، يريفان يوروبرينت، 112 صفحة.
- هوفهانيسيان، غيان، فهانيان أ. تونويان أ. غوكاسيان أ. 2012. علم النفس باللغة الإنجليزية. كتاب CLIL. المستوى C1 ، يريفان Europrint ، 130 صفحة.
- هوفهانيسيان، غيان، غريغوريان س. تاتيفيان هـ، 2012. علم النفس باللغة الإنجليزية. دليل المعلم. يريفان يوروبرينت، 122 صفحة.
- هوفهانيسيان، غيان، توفيكيشان م، 2014. دليل التوثيق والوصف باللغة الأرمنية والإنجليزية. EREA ، 129 صفحة.

كتاب الفصول
- «اكتساب المعاني اللغوية عبر التقنيات الذكية» http://espeap.junis.ni.ac.rs/index.php/espeap/article/view/317/206
- دمج البحوث بين الثقافات في ELL / ELT في عمان. في تعليم اللغة الإنجليزية في عمان. السيناريوهات الحالية ومسارات المستقبل. الوثابون 2018. https://www.springer.com/la/book/9789811302640
- دراسة حالة في تطوير الكلية. جامعة ولاية أبالاشيان، نورث كارولاينا، الولايات المتحدة الأمريكية. نشرت على الإنترنت. آيركس، 2010.
- التقييم والتقييم. في «النهج الحديثة ووجهات النظر في التعليم»، IREX-ECA ، يريفان، ص.   57-69.
- قضايا التقييم المعقدة. في «النهج الحديثة ووجهات النظر في التعليم»، IREX-ECA ، يريفان، ص.   85-92.

مراجعة الكتاب
- استعراض النظرية العالمية للغات للأكاديمي ج. إيران والقوقاز، المجلد 5، طهران، 2001. ص.   43-48

1. ↑   http://am.hayazg.info/index.php?curid=12444. {{استشهاد ويب}}: |url= بحاجة لعنوان (مساعدة) والوسيط |title= غير موجود أو فارغ (من ويكي بيانات) (مساعدة)
2. ↑  ARMENIAN AND ENGLISH LANDUAGE DOCUMENTATION AND DESCRIPTION A Handbook for MA Students of General and Applied Linguistics Yerevan, 2014 نسخة محفوظة 22 أغسطس 2019 على موقع واي باك مشين.
3. ↑  Gayane Hovhannisyan, Higher College of Technology, Muscat · English Language Center نسخة محفوظة 28 مارس 2019 على موقع واي باك مشين.
4. ↑  Who is who? Armenians. Biographical Encyclopedia, Volume First, Yerevan, 2005.